# Orusco de Tajuña
Orusco de Tajuña er en by og kommune i det centrale Spanien i Madrid-regionen. Den har et indbyggertal på 1.511 (2024) indbyggere.